# Knema longepilosa
Knema longepilosa är en tvåhjärtbladig växtart som först beskrevs av De Wilde, och fick sitt nu gällande namn av De Wilde. Knema longepilosa ingår i släktet Knema och familjen Myristicaceae. Inga underarter finns listade i Catalogue of Life.